# Smolenskaya Mountain
Der Smolenskaya Mountain (russisch Гора Смоленская Gora Smolenskaja) ist ein 2890 m hoher Berg im ostantarktischen Königin-Maud-Land. In der Südlichen Petermannkette des Wohlthatmassivs ragt er 4 km ostsüdöstlich des Mount Neustruyev auf.
Entdeckt und erstmals kartiert wurde der Berg bei der Deutschen Antarktischen Expedition 1938/39 unter der Leitung des Polarforschers Alfred Ritscher. Norwegische Kartografen nahmen anhand von Luftaufnahmen und Vermessungen der Dritten Norwegischen Antarktisexpedition (1956–1960) eine neuerliche Kartierung vor. Teilnehmer einer sowjetischen Antarktisexpedition (1960–1961) benannten ihn nach der russischen Stadt Smolensk. Das Advisory Committee on Antarctic Names übertrug die Benennung 1970 in einer Teilübersetzung ins Englische.